# Teatro de Lloret de Mar
Teatro de Lloret de Mar, también conocido como Teatro Municipal de Lloret de Mar, es una sala de espectáculos dedicada principalmente a funciones teatrales ubicada en la plaza de Germinal Ros de Lloret de Mar, localidad española de la provincia de Gerona, en Cataluña.
El Teatro de Lloret ofrece tres líneas de actividades diferenciadas: la programación estable de octubre a enero y de febrero a junio, las actividades organizadas y promovidas por las entidades locales que alquilan el equipamiento y los eventos anuales, como congresos y festivales. La programación se gestiona conjuntamente con la del Teatro de Blanes, y ambos equipamientos forman el Teatro de la Costa Brava Sur.
Se inauguró el 26 de noviembre de 2011 con la ópera Marina, un espectáculo en tres actos ambientado en el Lloret del siglo XIX y que proviene de una zarzuela anterior que el propio autor, el compositor Emilio Arrieta, adaptó. La ópera se había estrenado en 1871 en Madrid, con libreto de Francesc Camprodon. En el Teatro de Lloret fue interpretada por la Orquesta de Cámara de Cataluña y el Coro de la Universidad Ramon Llull.
Actualmente, en el Teatro de Lloret hay ocho grupos y compañías locales que utilizan sus espacios. Son Quantus Teatre, el Aula Municipal de Teatro, Siempre Vamos Tarde, Mueca, ATALL, Ja Cobrarem, el Grup de Teatre del Casal Municipal de la gent Gran y el Casal de l'Obrera, una entidad histórica que también dispone de un local propio, con una sala y un pequeño escenario teatral.

## Edificio
Edificio de nueva planta proyectado por el equipo B01 Arquitectos, formado por Lluís Domènech y Roser Amadó, entre otros técnicos y diseñadores, con Sander Laudy al frente del proyecto. El teatro nuevo de 2011 sustituye a uno anterior, que se encontraba en el interior de la Casa de Cultura, en un edificio de 1971.
El equipamiento se sitúa en el parque de Can Xardó, muy cerca de la masía de Can Zaragoza, un edificio histórico donde ahora están las oficinas de la Concejalía de Cultura del municipio. En el edificio destaca un volumen de paralelepípedo acristalado y dos cuerpos menores adyacentes, con servicios y tres salas de ensayo, que se retranca respecto al mayor volumen. El cuerpo principal, el de la sala, tiene un espacio de vestíbulo al que se llega mediante una larga rampa de dos tramos. El vestíbulo y el ingreso reciben al usuario con un gran voladizo, que en el pavimento busca la continuidad con el cromatismo de acuerdo con la explanada enfrentada, donde también se celebran ferias y eventos culturales. Uno de los elementos característicos del edificio es la doble fachada ventilada, con paramentos de vidrio grabados con perfiles de palmeras.
De la sala, destaca la gradería, que tiene una de las partes retráctiles y la otra, el anfiteatro, fija, con un aforo máximo de 370 butacas distribuidas en 183 fijas y 187 desmontables. Esto permite una disposición flexible del espacio, por ejemplo con la unión de la sala sin butacas y el escenario, hasta conseguir unas dimensiones libres de 14 por 30 m, hábiles como sala de baile, plató y para eventos sociales. No tiene caja escénica y el escenario con la sala dispuesta con todas las gradas de butacas puede llegar a una superficie de 274 m². En la sala las paredes laterales son escalonadas por la refracción del sonido, y como en otras partes del edificio se utilizan los listones de madera de bambú.
El edificio también sigue una serie de medidas y estrategias medioambientales que favorecen su sostenibilidad, como enterrar más cantidad de volumen con el fin de matizar las oscilaciones de temperatura y atenuar las pérdidas energéticas, ajardinar las cubiertas de uno de los cuerpos menores o instalar placas fotovoltaicas.